# Tragia ballyi
Tragia ballyi är en törelväxtart som beskrevs av Radcl.-sm.. Tragia ballyi ingår i släktet Tragia och familjen törelväxter. Inga underarter finns listade i Catalogue of Life.